# هارتوغ همبرغر
هارتوغ همبرغر (بالهولندية: Hartog Hamburger)‏ هو لاعب كرة قاعدة هولندي، ولد في 20 مارس 1887 في أمستردام في هولندا، وتوفي في 10 أكتوبر 1924.